# Virus de la mosaïque jaune de la pomme de terre
Begomovirus tuberosi
Espèce
Synonymes
- Potato yellow mosaic Trinidad virus (ICTV, 2004)
- Potato yellow mosaic virus (ICTV, 1991)

Begomovirus tuberosi, appelé le virus de la mosaïque jaune de la pomme de terre, ou PYMV (acronyme de Potato yellow mosaic virus), est une espèce de virus phytopathogène, rattachée au genre Begomovirus, et à la famille des Geminiviridae. Son génome, biparti, est constitué de deux segments d'ADN à simple brin circulaire à polarité positive.
Ce virus, isolé pour la première fois en 1986 au Venezuela par Roberts et al. sur pomme de terre, n'est présent qu'en Amérique du Sud (Venezuela) et dans l'archipel des Caraïbes (Guadeloupe, Martinique, Puerto Rico, Trinité-et-Tobago Il infecte d'autres espèces de la famille des Solanaceae et notamment parmi les plantes cultivées, la tomate, le tabac et le pétunia. On a reconnu que la mosaïque de la tomate, qui est un réel problème économique dans les Caraïbes, initialement attribuée à un virus spécifique, est en fait causée par une souche du PYMV.
Il est transmis, selon un mode persistant, par un seul insecte vecteur, l'aleurode du tabac (Bemisia tabaci) de la superfamille des Aleyrodidae. Il se transmet aussi par inoculation mécanique ou par greffage.
Ses symptômes se présentent principalement sous forme de mosaïques ou de marbrures jaunes sur les feuilles des plantes infectées. On note également des déformations foliaires et des rabougrissements.

## Référence biologique
- (en) ICTV : Potato yellow mosaic virus  (consulté le 28 février 2021)